# MC 에잇

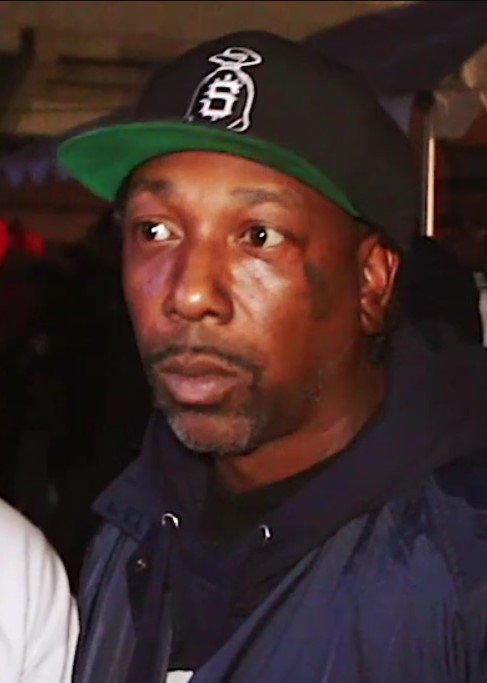

에런 타일러(Aaron Tyler, 1967년 5월 22일 ~ )는 MC 에잇(MC Eiht)으로 잘 알려진 미국의 래퍼이다.